# Йолва
Йолва (на руски: Ёлва) е река в Република Коми на Русия, десен приток на Вим (десен приток на Вичегда, десен приток на Северна Двина). Дължина 255 km. Площ на водосборния басейн 3340 km².
Река Йолва води началото си от южната част на възвишението Четласки Камен, което е част от обширното Тиманското възвишение, на 202 m н.в., в западната част на Република Коми. В най-горното течение тече на север и североизток, след което завива на югоизток и юг, като тече в широка и плитка, заблатена долина. Влива се отдясно в река Вим (десен приток на Вичегда, десен приток на Северна Двина). при нейния 160 km, на 84 m н.в., при село Йовдино. Има два основни леви притока Обдир (58 km) и Нивю (53 km). Йолва има смесено подхранване с преобладаване на снежното. Среден годишен отток 11 m³/s. Долината ѝ е почти безлюдна, като в долното ѝ течение има само 4 постоянни населени места – малките села Седъюдор, Мешчура, Питиръю и Йовдино.